# La carta e il territorio
La carta e il territorio (in lingua originale La Carte et le Territoire) è un romanzo di Michel Houellebecq, pubblicato nel 2010. Narra la storia di un artista dotato di grande talento, che utilizza come filtro per rapportarsi ad un mondo con cui cerca di evitare qualsiasi coinvolgimento. Nel 2010 ha vinto il premio letterario francese Goncourt.

## Trama
Jed Martin è un artista di discreto successo che si ritrova ad affrontare una seria crisi creativa. Non è la prima fase interlocutoria nella sua carriera, costruita sin dagli esordi su alcune scelte piuttosto originali, che gli hanno permesso di distinguersi fin dalla sua uscita dall'Accademia delle Belle Arti di Parigi. Partendo dalla fotografia, si è conquistato la prima notorietà creando immagini ricavate da carte stradali, ottenendo un buon successo di critica e vendite anche grazie all'aiuto di Olga, splendida manager di Michelin affascinata da questo giovane del tutto disinteressato ai rapporti umani. La loro relazione ha però breve durata, e Jed decide quindi di chiudere il ciclo fotografico per passare alla pittura figurativa, incentrata dapprima su lavoratori di mestieri semplici, quindi di profilo più elevato. Sono anni di lavoro febbrile e solitario, in cui la passione per la propria opera si sposa con l'attitudine all'isolamento, permettendo la piena espressione di un talento indiscutibile. Il suo ultimo quadro non riesce però a soddisfarlo in alcun modo, ed in un momento di frustrazione finisce col distruggerlo. 
Dopo tanti anni di lavoro nell'isolamento pressoché totale, una mostra personale sembra essere il modo migliore per riaffacciarsi al mondo. Su suggerimento del proprio gallerista, Jed contatta Michel Houellebecq per ottenere un suo contributo al testo del catalogo, e una volta raggiunto lo scrittore nel suo ritiro in Irlanda riesce ad interessarlo al progetto. L'incontro ispira all'artista la realizzazione di un nuovo ritratto, quello dello stesso scrittore, che Jed intende poi regalare allo stesso Houellebecq. Dopo vari ritardi, il testo per il catalogo finalmente arriva e la mostra può aprire, registrando immediatamente un successo clamoroso. Ma più sorprendente per Jed è la confessione del padre malato sui propri ambiziosi progetti giovanili nel campo dell'architettura, mai concretizzati per le forti resistenze dei sostenitori di Le Corbusier. L'occasione della mostra permette il riavvicinamento tra Olga e l'oramai affermato artista, ma il loro incontro si rivela solo l'occasione per un nuovo distacco, stavolta definitivo. Al contempo a Jed appare irrevocabile anche la decisione di non dipingere più, avvertendo la mancanza di un qualsiasi stimolo a continuare. L'artista raggiunge Houellebecq nella casa nel Loiret dove lo scrittore è tornato ad abitare, per consegnargli il suo quadro. Si tratta di un ultimo incontro tra due uomini che condividono la decisione di limitare i pochi contatti rimasti con il resto del mondo, ai loro occhi oramai privo di qualsiasi interesse.
Qualche mese dopo, il corpo di Houellebecq e del suo cane vengono ritrovati smembrati all'interno dell'abitazione dello scrittore, in una macabra composizione senza apparente significato. L'inchiesta si preannuncia difficile per il commissario Jasselin, che nella sua carriera non ricorda di aver visto nulla di simile. Nessun indizio realmente utile, nessuna frequentazione pericolosa, anzi, pochissime frequentazioni di qualsiasi tipo, e nessun movente significativo. Le indagini inevitabilmente si arenano fino al momento in cui viene interrogato Jed, che portato sul luogo del delitto nota la mancanza del proprio quadro, trafugato dall'assassino. Tutto sembra quindi indicare la strada del furto di un'opera d'arte di valore e le indagini vengono indirizzate di conseguenza. Parallelamente, mentre le indagini proseguono, il padre di Jed - ormai anziano e malato - lo informa della sua volontà di rivolgersi a un istituto elvetico per ricorrere all'eutanasia, e, nonostante il disaccordo del figlio, si reca in Svizzera per sottoporsi alla pratica.
Con il passare dei mesi e quindi degli anni in cui nulla di nuovo emerge, il caso dell'omicidio di Houellebecq sembra avviarsi verso l'oblio, per il rammarico dell'ispettore Jasselin che vede chiudere la propria carriera con questo solo vero insuccesso. Ma l'arresto casuale di un personaggio già noto alla polizia porta finalmente luce sulla vicenda: il quadro viene ritrovato nella casa di un chirurgo di Cannes, assieme a quella che appare una galleria degli orrori frutto di una mente seriamente malata. L'opera torna così al suo creatore, che però preferisce sbarazzarsene, assieme a gran parte delle sue proprietà, per trasferirsi nella vecchia casa di famiglia nella regione della Creuse, dopo aver recuperato i progetti mai realizzati del padre. Nella sua tenuta, Jed si chiude in un isolamento totale, che solo dopo un decennio rompe parzialmente per gettare uno sguardo su un mondo in lento cambiamento, che continua a non vederlo partecipe in alcun modo. Prima del distacco definitivo, lascia un'ultima testimonianza della sua arte, una composizione visuale creata fondendo filmati della natura circostante, con foto di persone conosciute, e prodotti della cultura industriale in disfacimento. Una lucida visione sull'inevitabile sconfitta dell'opera del genere umano, destinato a venire sopraffatto dalla natura e dal tempo.

## Critica e polemiche
Rispetto alle opere precedenti, la critica si è trovata più concorde e favorevole nel giudizio, sottolineando la presenza meno evidente di elementi disturbanti e provocatori. Questo ha portato anche l'assegnazione del prestigioso premio Goncourt, dopo due poco felici candidature precedenti, anche se l'autore ha dichiarato che l'assenza o la minor rilevanza di elementi come sesso o religione nel libro è solo la naturale conseguenza dell'averne già descritto esaurientemente tutti gli aspetti in precedenza. Non sono comunque mancate le polemiche, particolarmente in Francia, paese dove Houellebecq riscuote meno favore che all'estero.
Poco dopo la pubblicazione del libro, vennero sollevate alcune accuse di plagio per la presenza nel testo di alcuni brevi brani copiati dalla Wikipedia in francese e da siti di informazione istituzionale, non virgolettati e senza indicazione della fonte, come invece previsto dalla licenza Creative Commons. L'autore si difese ammettendo il fatto, riconducendolo al proprio metodo di lavoro e giustificandosi facendo notare che la pratica è diffusa presso altri scrittori, da identificarsi quindi come una forma di licenza letteraria.

## Edizioni
- Michel Houellebecq, La carta e il territorio, traduzione di Fabrizio Ascari, 1ª ed., Bompiani, settembre 2010  [2010], ISBN 978-88-452-6581-5.